# Ringsted (Iowa)
Ringsted è un comune degli Stati Uniti d'America, situato nello Stato dell'Iowa, nella contea di Emmet.
La città è nota per la sua popolazione di origini danesi per la maggior parte di confessione luterana.

## Storia
La città, divenuta tale nel 1899, trae origine e nome dall'ufficio postale istituito nel 1885; fu proprio l'ufficiale postale a intitolare la struttura alla città natale della moglie, che era nata, appunto, a Ringsted in Danimarca.
Costituita nei pressi della ferrovia, la città venne registrata come tale presso gli uffici della contea di Estherville, ebbe il suo primo sindaco nel 1900 e si sviluppò arrivando ad avere scuole, banche e varie attività commerciali oltre a una compagnia teatrale.
Si ricorda, inoltre, che la città fu sede, dal 1900 della chiesa di S. Paolo; l'edificio, fatto realizzare dai fedeli luterani di origine danese dopo lo scisma che vide la United Danish Evangelical Lutheran Church in America dividersi in due branche che presero il nome di congrega di S. Paolo e congrega di S. Giovanni

## Società

### Evoluzione demografica[4][5]
Abitanti censiti

## Cultura

### Istruzione
La città è inclusa nel distretto scolastico North Union Community School District nato dalla fusione dei distretti Armstrong–Ringsted Community School District e Sentral Community School District avvenuta nel luglio 2014; in città è, inoltre, attiva una biblioteca pubblica.

## Geografia antropica

### Suddivisioni storiche
Il progetto originale della città prevedeva una serie di lotti dedicati a usi ferroviari mentre, la parte destinata all'edilizia cittadina, da realizzarsi a est di Railroad Street, la parallela ai binari ferroviari, era costituita tre strade principali chiamate 1a,2ª e 3ª strada e quattro traverse identificate come Elm (olmo), Maple (acero), Oak (quercia) e Ash (frassino).

## Infrastrutture e trasporti
In città è attivo un piccolo aeroporto con designazione Federal Aviation Administration 8Y8

## Amministrazione
Il primo sindaco, eletto il 26 marzo 1900 fu A. Yale.